# بنی آندشون
بنی آندِشون (سوئدی: Benny Andersson؛ ‏تلفظ سوئدی: [ˈbɛ̌n:ʏ ˈân:dɛˌʂɔn] ()؛ ‏ زاده ۱۶ دسامبر ۱۹۴۶) خوانندهٔ سوئدی است. او قبلاً عضو گروه آبا بود.